# Kömlőd
Kömlőd est un village et une commune du comitat de Komárom-Esztergom en Hongrie.